# Zhouhu (köpinghuvudort i Kina, Jiangxi Sheng, lat 27,16, long 114,52)
Zhouhu är en köpinghuvudort i Kina. Den ligger i provinsen Jiangxi, i den sydöstra delen av landet, omkring 220 kilometer sydväst om provinshuvudstaden Nanchang. Antalet invånare är 36 515. Befolkningen består av 17 652 kvinnor och 18 863 män. Barn under 15 år utgör 16,0 %, vuxna 15-64 år 75 %, och äldre över 65 år 8,0 %.
Runt Zhouhu är det ganska tätbefolkat, med 129 invånare per kvadratkilometer. Zhouhu är det största samhället i trakten. I omgivningarna runt Zhouhu växer huvudsakligen savannskog.
Genomsnittlig årsnederbörd är 2 038 millimeter. Den regnigaste månaden är maj, med i genomsnitt 329 mm nederbörd, och den torraste är oktober, med 26 mm nederbörd.